# ایستگاه متروی میدان جهاد
ایستگاه مترو میدان جهاد یکی از ایستگاه‌های خط ۳ متروی تهران است که در خیابان ولي‌عصر نرسیده به خیابان دکتر فاطمی قرار دارد. ورودی غربی این ایستگاه در ضلع غربی خیابان وليعصر و تقاطع خیابان دکتر فاطمی قرار گرفته است و ورودی شرقی آن در ضلع شرقی خیابان وليعصر ابتدای کوچه صدر  و در محله بهجت آباد مستقر است.    
این ایستگاه در ۲۸ اردیبهشت ۱۳۹۴ به بهره‌برداری رسیده‌ است، دارای ۳۹۰۰ متر مربع فضای سرپوشیده و ۱۰۰ متر مربع است. این ایستگاه در منطقه ۶ شهرداری تهران واقع شده و به محلاتی چون یوسف آباد، بهجت آباد، تخت طاووس و ... دسترسی دارد. این ایستگاه به خط ۷ بی‌آرتی تهران دسترسی مستقیم دارد.

## نگارخانه

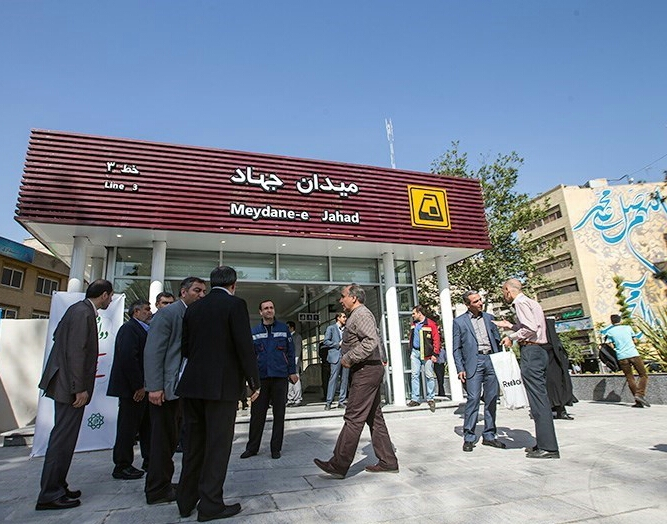
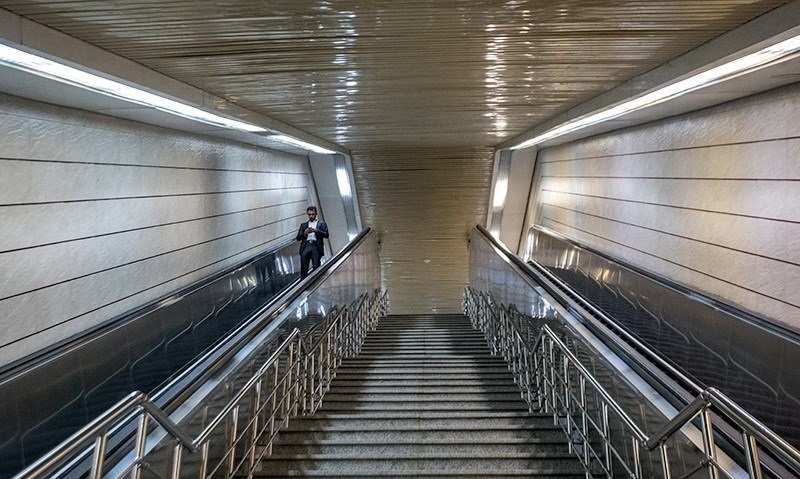
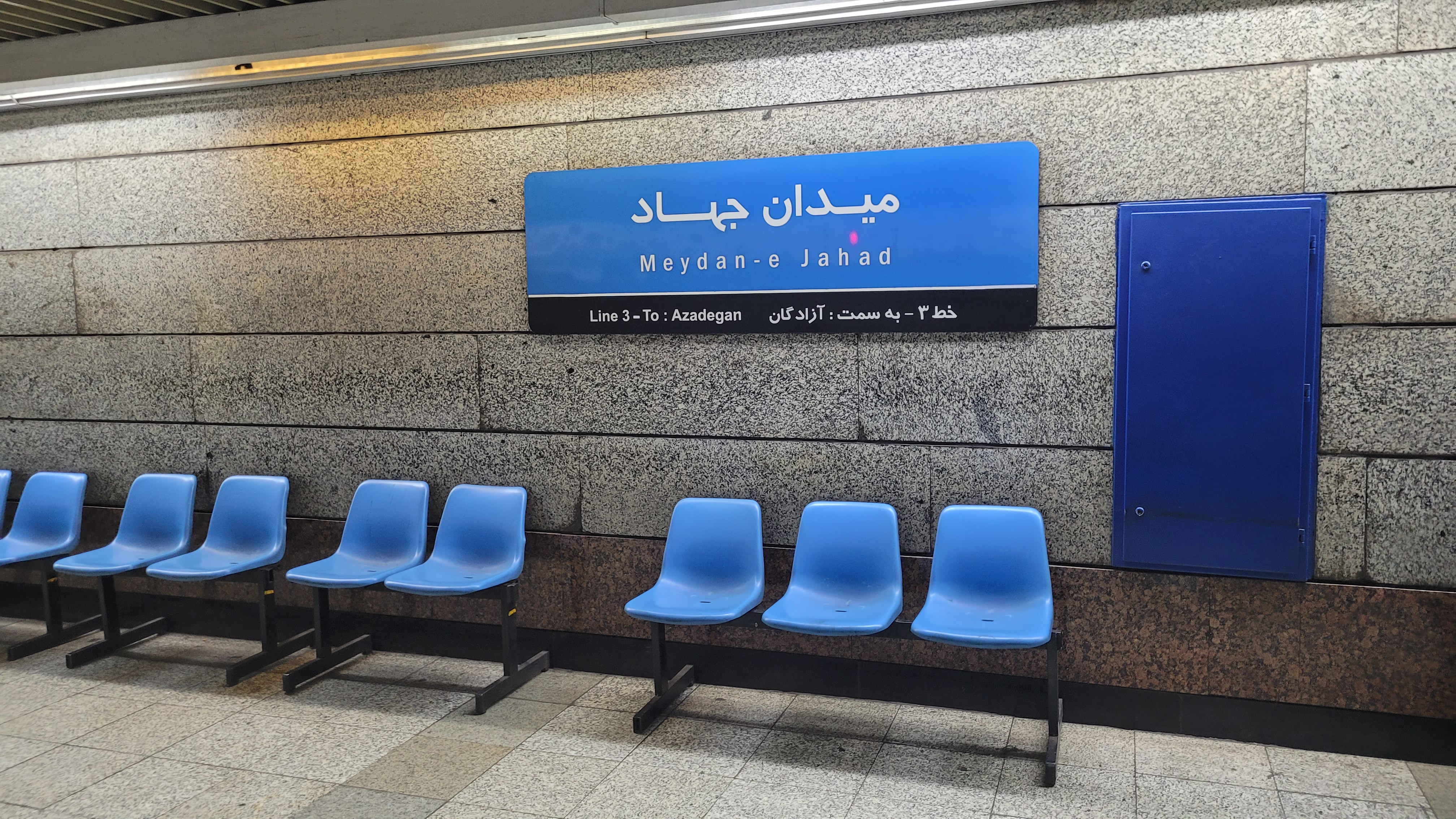